# Sepmes
Sepmes település Franciaországban, Indre-et-Loire megyében. Lakosainak száma 605 fő (2022. január 1.). Sepmes Sainte-Maure-de-Touraine, Bossée, Bournan, Civray-sur-Esves, Draché és Marcé-sur-Esves községekkel határos.

## Népesség
A település népessége az elmúlt években az alábbi módon változott:
| Lakosok száma | 655  | 519  | 598  | 642  | 660  | 643  | 630  | 617  | 609  | 605  |
|               | 1968 | 1982 | 1990 | 2006 | 2013 | 2015 | 2017 | 2019 | 2020 | 2022 |